# 트레버 혼
트레버 혼(영어: Trevor Horn, CBE, 1949년 7월 15일 ~ )은 영국의 가수, 작곡가이자 음악 프로듀서이다. 버글스, 예스, 아트 오브 노이즈, 트레버 혼 밴드의 구성원으로서 성공적인 활동을 이어왔다.
국제적으로 성공한 음반과 노래들의 프로듀서로서도 유명해서, 브릿 어워드에서 1983년, 1985년, 1992년에 최우수 영국 프로듀서상을 받았다. 특히 1994년 발표한 씰의 노래 〈Kiss from a Rose〉의 프로듀서를 맡아, 제38회 그래미 어워드 시상식에서 올해의 레코드상을 받았다.

## 서훈
- 2011년 대영 제국 훈장 3등급(CBE) 수훈[4]

### 내용주
1. ↑  2006년 '프로듀서스(Producers)'라는 이름으로 결성된 슈퍼그룹이다.

### 참조주
1. ↑  “The BRITs 1983”. 《브릿 어워드》 (영어). 2012년 11월 14일에 원본 문서에서 보존된 문서. 2019년 8월 7일에 확인함.
2. ↑  “The BRITs 1985”. 《브릿 어워드》 (영어). 2015년 9월 23일에 원본 문서에서 보존된 문서. 2019년 8월 7일에 확인함.
3. ↑  “The BRITs 1992”. 《브릿 어워드》 (영어). 2012년 11월 14일에 원본 문서에서 보존된 문서. 2019년 8월 7일에 확인함.
4. ↑  “Supplement No. 1: New Year Honours - United Kingdom”. 《런던 가제트》 (영어) (59647): N7. 2010년 12월 31일.